# Marco Ferrante
Marco Ferrante (Velletri, 4 de fevereiro de 1971) é um ex-futebolista profissional italiano que atuava como atacante.

## Carreira
Marco Ferrante começou no Napoli, mas fez carreira no Torino.